# Cleopus
Cleopus – rodzaj chrząszczy z rodziny ryjkowcowatych i plemienia Cionini. Obejmuje cztery opisane gatunki.  Są zewnętrznymi fitofagami trędownikowatych. Zamieszkują krainę palearktyczną i etiopską; jeden gatunek skutecznie introdukowano w Nowej Zelandii celem zwalczania inwazyjnej tam budlei Davida.

## Morfologia
Chrząszcze o ciele długości około 3 mm, pokrojem zbliżone do oskrobków z rodzaju Cionus, ale bardziej spłaszczone i, podobnie jak u rodzaju Stereonychus, mające bardziej wydłużone pokrywy. Ubarwienie mają brunatne do czarnobrunatnego z jaśniejszymi, czerwonobrunatnymi: goleniami, stopami, trzonkami czułków i ich biczykami. Wierzch ciała porastają przerzedzone, włosowate łuseczki, na międzyrzędach pokryw układające się w szare i ciemniejsze plamy; nie występują na pokrywach dwie plamy czarnego omszenia (grzbietowa i przedwierzchołkowa) charakterystyczne dla większości palearktycznych gatunków pokrewnego rodzaju Cionus. Na pokrywach rosną ponadto odstające włoski i szczecinki.
Gruby, walcowaty i słabo zakrzywiony ryjek jest mniej więcej tak długi jak głowa i przedplecze razem wzięte. W przypadku obu płci ryjek jest na całej długości punktowany, a stosunkowo masywne czułki osadzone są w ⅓ jego długości licząc od wierzchołka. Zwieńczony owalną buławką biczyk czułka ma dwa początkowe człony tylko trochę dłuższe niż szerokie, a pozostałe szersze niż długie.
Przedplecze ma kształt bardzo krótki i mocno poprzeczny. Pomiędzy nasadami pokryw widoczna jest tarczka. Znacznie szersze od przedplecza pokrywy mają powierzchnię podzieloną na zawierające duże punkty rzędy (rowki) i tak samo szerokie jak one międzyrzędy (zagoniki), z których pierwsze mają przebieg równoległy do szwu. Odnóża mają duże i ostre kolce na udach i parę równej długości pazurków na wszystkich stopach u obu płci. Samce ponadto cechują się cienkimi kolcami na wewnętrznej stronie wierzchołków goleni wszystkich par odnóży.

## Biologia i ekologia

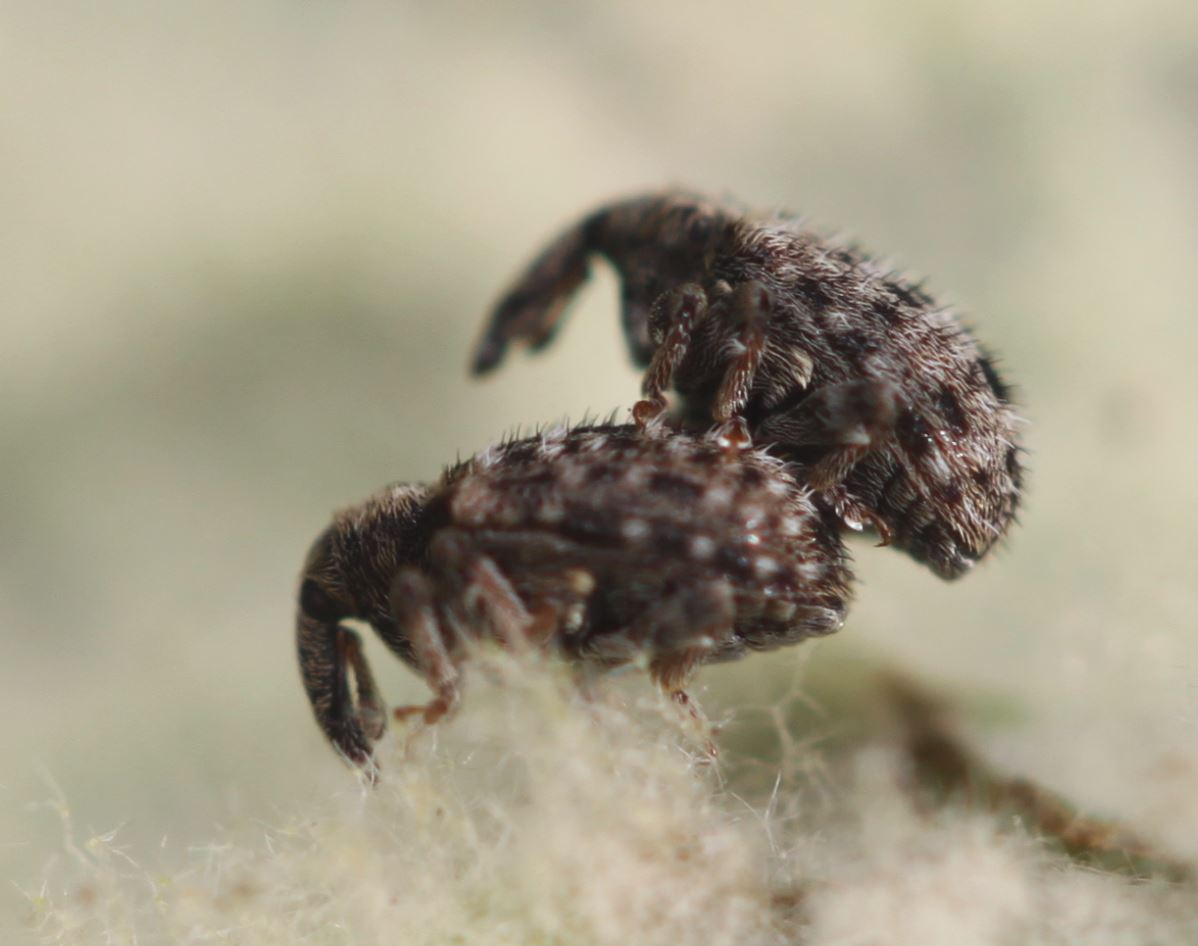
Kopulująca parka Cleopus solani

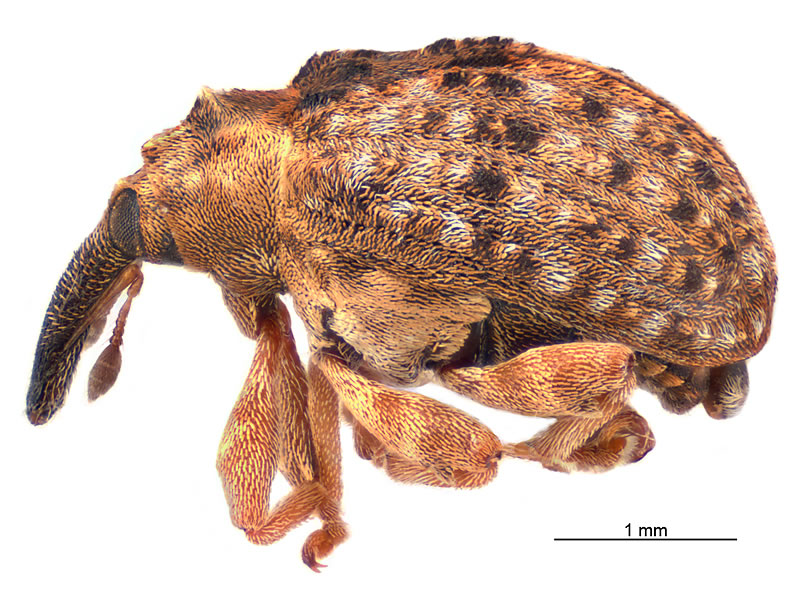
Cleopus japonicus

Owady te są fitofagami żerującymi na roślinach z rodziny trędownikowatych. W Europie Środkowej ich roślinami żywicielskimi są trędowniki, namulniki i dziewanny. Samice składają jaja do okrągławego kształtu komór jajowych w miękiszu liści. Larwy są ektofoliofagami, żerującymi głównie na spodniej stronie liści, rzadziej zjadają także łodygę. Przepoczwarczenie następuje latem w kokonie umieszczonym na roślinie.

## Rozprzestrzenienie
Większość przedstawicieli rodzaju, tj. trzy gatunki, zamieszkuje krainę palearktyczną. Inny gatunek występuje w krainie etiopskiej. W Polsce stwierdzono występowanie C. pulchellus i C. solani. C. japonicus introdukowano na Nowej Zelandii.

## Taksonomia
Rodzaj ten wprowadzony został w 1821 roku przez Pierre’a F.M.A. Dejeana. Zalicza się do niego cztery opisane gatunki, w tym:
- Cleopus japonicus Wingelmüller, 1914
- Cleopus pulchellus (J.F.W. Herbst, 1795)
- Cleopus solani (Fabricius, 1792)

## Znaczenie gospodarcze
C. japonicus jest wykorzystywany w biologicznym zwalczaniu gatunku inwazyjnego z rodziny trędownikowatych – budlei Davida. W tym celu w latach 2006–2011 wypuszczono na licznych stanowiskach w Nowej Zelandii blisko 15 tysięcy osobników tych chrząszczy. Owad zadomowił się tam i zaczął rozszerzać zasięg. Jego żerowanie powoduje nie tylko skracanie pędów i redukcję biomasy, ale także obumieranie roślin, co przyczyniać się może do ich efektywnego zwalczania.